# ブリトニー・スピアーズ
ブリトニー・ジーン・スピアーズ（Britney Jean Spears、1981年12月2日 - ）は、アメリカ合衆国のシンガーソングライター。日本での愛称はブリちゃん。
1990年代末から2010年代にかけて、アメリカのポップシーンを代表する女性シンガーとして活躍した。身長163cm。2000年代最も売れた女性アーティストとして正式に認定され、これまでにリリースした9枚のオリジナルアルバム中6枚が全米チャート1位を獲得し、グラミー賞を含む80以上の賞を受賞。全世界トータル・セールスは1億5000万枚に迫るなど史上最も売れた音楽家の一人であり、ポップ・アイコンの一人としても数えられる。
2025年現在は音楽活動を事実上休止中、妹は女優のジェイミー・リン・スピアーズ。

## 歌手活動の経歴

### 生い立ち
ミシシッピ州マコームにてイングランド系アメリカ人の両親の間に生まれ、ルイジアナ州ケントウッドで育つ。
8歳にしてディズニー・チャンネルの『ミッキーマウス・クラブ』のオーディションに応募するも、「年齢が低すぎる」という理由で落選する。その後、11歳で『ミッキーマウスクラブ』のオーディションに再び応募し、合格。番組にレギュラー出演。
中学はニューヨークの公立舞台芸術校、The Professional Performing Arts School (PPAS)に在籍。同時期のPPASには歌手のアリシア・キーズが在籍していた。PPAS時代に名声が急上昇、キャリアに集中するためネブラスカ大学高等学校(UNHS)の通信教育にて高校卒業資格を取得した。

### 歌手としての成功
14歳でジャイヴ・レコードと契約、16歳でシングル「ベイビー・ワン・モア・タイム」（"...Baby One More Time", 1998年10月）でデビュー。同シングルは全世界で915万枚の売り上げを記録し、世界19ヶ国でプラチナム・ディスクを受賞。同名デビュー・アルバム（1999年）はアメリカだけで1726万枚、全世界トータル3000万枚のセールスを記録し、35ヶ国でプラチナム・ディスクを獲得。発売から1年以上にわたりチャートに登場するロングセールスを記録した。
2000年5月、2枚目のアルバム『ウップス!…アイ・ディド・イット・アゲイン』（"Oops!... I Did It Again"）もアメリカで1300万枚、全世界トータル2096万枚の売り上げを記録。先駆けて発売された同名シングルは1週間で155局のラジオ・プレイ・リストにエントリーされるなどしてアメリカの最高記録を塗り替えた。

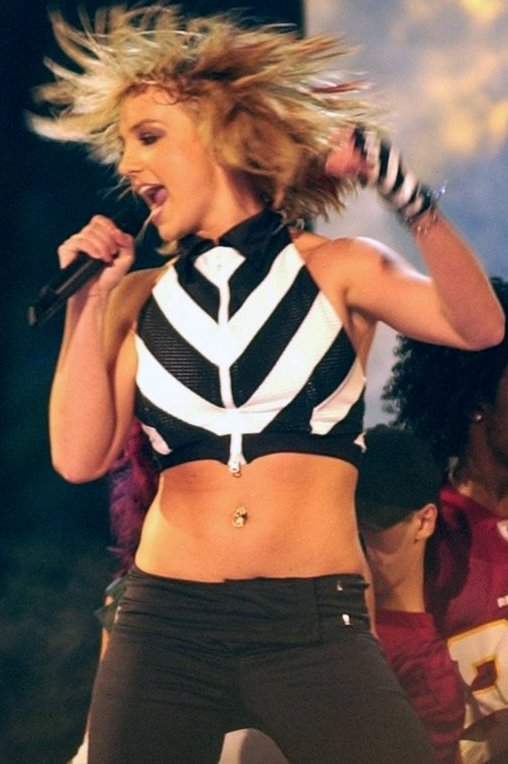
2003年

アメリカで650万枚、全世界トータル1200万枚を売り上げた3枚目のアルバム『ブリトニー』（"Britney", 2001年）の頃からセクシー路線に切り替わり、2003年のアルバム『イン・ザ・ゾーン』（In The Zone, 2003年）では、完全にイノセントなアイドル性を払拭、セクシーなダンス・ビートをベースにしたサウンドでリスナーを圧倒し、アメリカで430万枚、全世界トータルで800万枚を記録。
同年にはマドンナとMTV Video Music Awardsで共演し、情熱的なキスを交わしたことが話題を集めた、マドンナは『イン・ザ・ゾーン』に収録されたシングル「ミー・アゲインスト・ザ・ミュージック」("Me Against the Music")にも参加している。
2004年に発売された初のベスト・アルバム『グレイテスト・ヒッツ:マイ・プリロガティヴ』（"Greatest Hits: My Prerogative"）はアメリカで230万枚、全世界トータル600万枚を越え、日本でも80万枚を超えるなど世界中で大ヒット。
2005年、ブリトニーが制作していた『オリジナル・ドール』の発売が見送られた。原因として有力視されているのは、当時制作中だったデモを事務所に無断で放送したこと。代わりに『B・イン・ザ・ミックス』とシングル「サムデイ」が発売される。

### 奇行・復帰
バッシング、常日頃からパパラッチに追い回される、離婚などの影響により、2007年初頭より突然自らバリカンを持って坊主頭にしたり、パパラッチを傘で叩いたりなどの奇行が見られた。家族や関係者によって3月下旬までドラッグ・リハビリのため更生施設に入所。ダンススタジオに通いボイストレーニングをするなど復帰の準備を本格的に開始。5月1日、2004年6月のアイルランド公演以来約2年10か月ぶりにカリフォルニア州サンディエゴのライブハウスで15分ほどのライブパフォーマンスを披露した。全て口パクであったがそれでもファンは待望のステージ復帰に喜んだ。
8月に新曲「ギミ・モア」（"Gimme More"）を発表。楽曲の評価は高く、プラチナム認定を受け、アメリカでは「ベイビー・ワン・モア・タイム」以来の高順位、多くの国でトップ10に入るなどしたが、9月にMTV Video Music Awardsでの同曲のパフォーマンスは、高視聴率をマークすることは出来たが精彩を欠き、華々しい復活を印象付けることはできなかった。ダンスにまるでキレがないうえに顔は無表情であり、露出度の高い衣装で崩れた体型が目立ち、口パクのタイミングも合っていなかった。このため各メディアやネット上で、「ブリトニー、復帰失敗」などと酷評を受けた。
11月に4年ぶりとなるオリジナルアルバム『ブラックアウト』（Blackout）を発売する予定だったが、インターネット上での流出があまりにひどいために、急遽10月30日に発売が早まった。なお、日本版の発売は予定通り11月14日である。米『ビルボード』チャートでは1週間で29万枚のセールスを売上げ、5作連続の1位も期待されたが、イーグルスの『ロング・ロード・アウト・オブ・エデン』に阻まれ初登場2位（日本では4位）。全世界では300万枚を売り上げ、フランスで開催されたNRJ Awardsで最優秀インターナショナル・アルバム賞を獲得。
1月31日、ブリトニー自身もしくは他の人たちに危険を及ぼす可能性があるとしてカリフォルニア大学ロサンゼルス校医療センターに搬送された。3日間の集中鑑定・治療の結果、引き続き14日間の治療が必要と診断されていたブリトニーが、2月6日午前11時30分頃に入院していたUCLA病院の精神病棟を緊急退院した。UCLA病院の担当医は、法律の下にブリトニーを入院させていたが、ブリトニーの容体は安定し、自分や他人に危害を加える恐れはないと判断し、ブリトニーが退院を望んでいるために、これ以上の入院は必要ないと判断した。入院直後は抵抗していたブリトニーだったが、病院内では診察に協力的でとてもおとなしかったという。
その後、父親のジェイミーがロサンゼルス地方裁判所により成年後見人として選出された。

### 完全復活

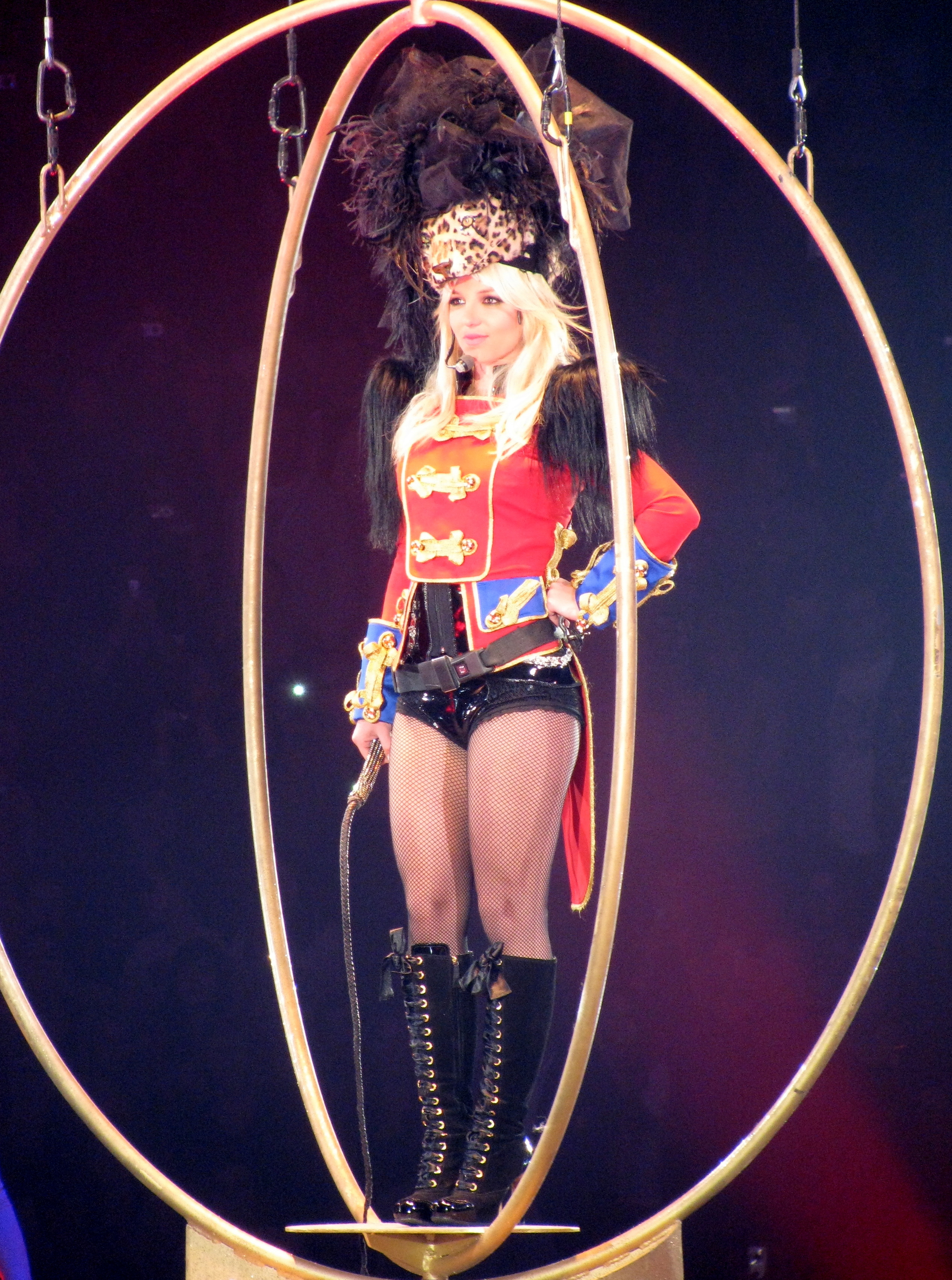
THE CIRCUS STARRING BRITNEY SPEARSでパフォーマンスするブリトニー（2009年）

2008年3月24日、CBSで人気放送中のコメディテレビドラマ『ママと恋に落ちるまで』（How I Met Your Mother）にゲスト出演し、1067万人の視聴者を獲得し、放送開始からの3年間で過去最高記録をマークした。いまだにブリトニーに対する注目度が高いことを証明したことになる。テレビにカメオ出演するのは、2006年のNBC『ふたりは友達? ウィル&グレイス』（Will & Grace）以来となる。また、ブリトニーがドラマの中で着ていた衣装がチャリティー・オークションに出品され、集まった収益金は環境保護団体の天然資源保護協議会に送られた。
そして9月7日、MTV Video Music Awardsのメインとして元気な姿を見せ、見事3冠を獲得し、華々しい復活を遂げた。そしてまた、12月の自身の誕生日の2日に復活作『サーカス』（Circus）をリリース。ファーストシングルの「ウーマナイザー」（"Womanizer"）が9月26日にラジオで解禁された。その「ウーマナイザー」はiTunes USAで1週間に28万6千ダウンロードされ、Billboard Hot 100にて96位から1位という当時歴代最高のジャンプアップによりシングル「ベイビー・ワン・モア・タイム」以来の1位を獲得した。
2008年はブリトニーの年と言われ、2008年のYahoo!検索ワードで1位だった。過去8年のうち7年間はブリトニーが1位をとっている。
2009年に開催された音楽祭“NRJアウォーズ”では“最優秀インターナショナル女性アーティスト”およびシングル「ウーマナイザー」での“最優秀シングル”と、2部門で賞を獲得するなど健闘をみせた。「ウーマナイザー」はブリトニーのシングルの中で最も売れたシングルとなった。
更にアルバム『サーカス』（"Circus"）も全米初登場1位をとり、6週連続でTOP10内にランクインしている。発売2か月で前作を超える全世界セールス400万枚を突破し、『ブラックアウト』の売上を抜いた。
2009年3月3日、生まれ故郷のあるルイジアナ州のニュー・オリンズ・アリーナにて、約5年振りとなるツアー「THE CIRCUS STARRING BRITNEY SPEARS」をスタートさせた。このツアーは、29都市36公演のほぼ全てが約2万人収容の大会場、計50万人以上を動員する大アリーナ・ツアー。6月3日よりロンドンのO2アリーナで8公演を開き、ロンドンだけで十数万人を動員した。
同年に新曲「スリー」（"3"）を含むベスト盤の『コンプリート・ヒット・シングルズ』を発表。「スリー」はブリトニーのデビュー曲「ベイビー・ワン・モア・タイム」や「ウップス!...アイ・ディド・イット・アゲイン」、最新作の「イフ・ユー・シーク・エイミー」などを手掛けたマックス・マーティンによる作品である。約25万5千回ダウンロードされ、Billboard Hot 100で自身3曲目の1位を初登場で獲得した。初登場のシングルが1位となったのは、テイラー・ヒックスの「Do I Make You Proud」（2006年）以来3年ぶり。また、米オーディション番組『アメリカン・アイドル』出身者ではないアーティストがビルボードで初登場1位を獲得したのは、セリーヌ・ディオンとR・ケリーの「アイム・ユア・エンジェル」以来11年ぶりとなる。また1位をとったことをツイッターでは、「私のファンに「スリー」がBillboard Hot 100で1位になれたことにお礼を言います。私は世界で最も偉大なファンに恵まれていると思ってます。私は、みんなのために頑張っているので、みんなが「スリー」を好きならとても満足です。〜 Britney」とコメントしている。

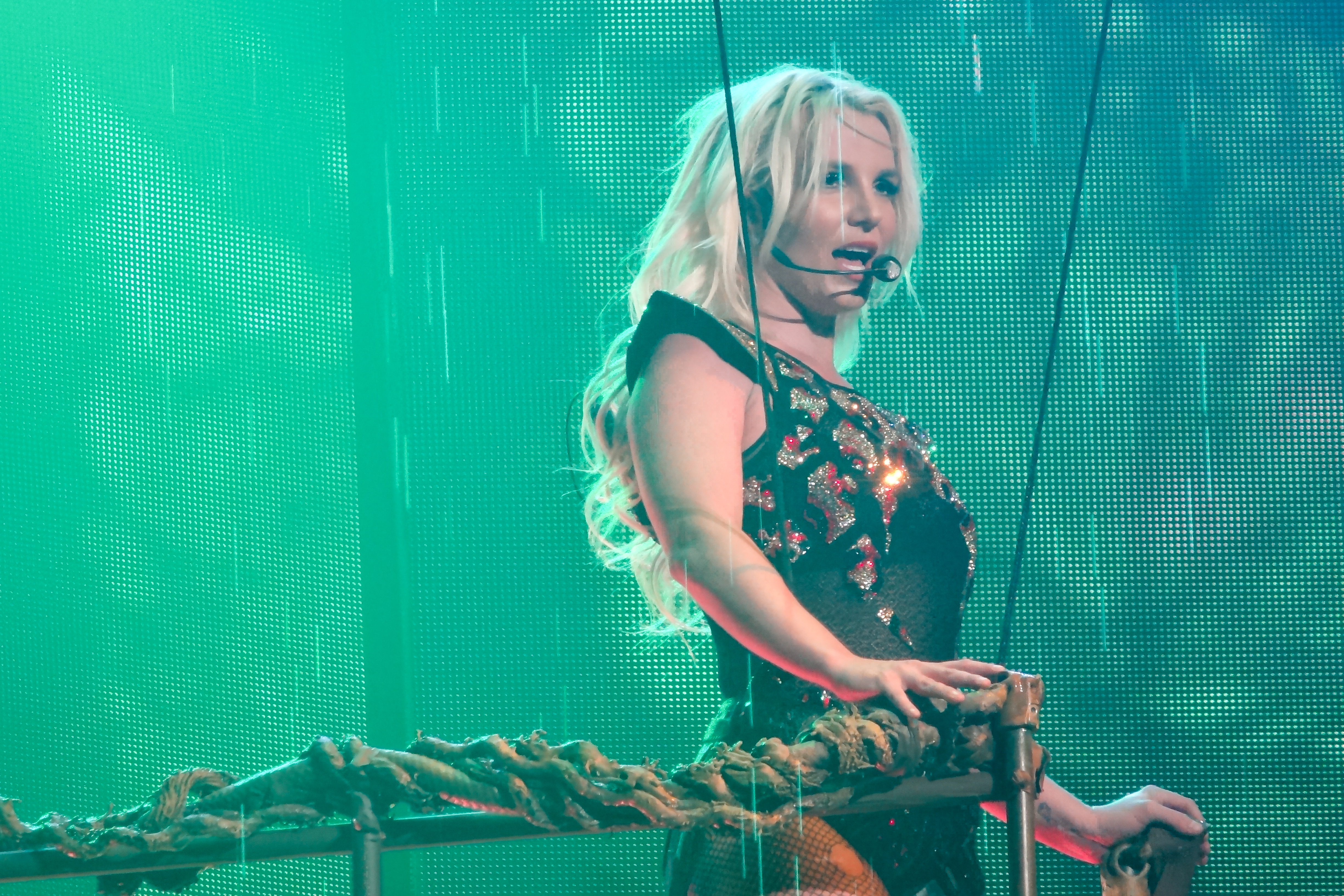
（2014年撮影）

2010年に発売した『ファム・ファタール』（"Femme Fatale"）は全米初登場1位を記録、プラチナム認定された。先行シングルの「ホールド・イット・アゲインスト・ミー」で4曲目の全米1位を記録。
2014年にアルバム『ブリトニー・ジーン』（"Britney Jean"）を発表。
2016年にはビルボード・ミュージック・アワードでミレニアム・アワードを受賞、アルバム『グローリー』("Glory"）を発表。

### 音楽活動の休止、後見人制度解除を巡る動き
世界の音楽シーンを「ポップ・アイコン」として引っ張っていたが2019年からは成年後見人問題などによって事実上主立った音楽活動を停止している。
後見人制度によってブリトニーは自身が稼いだお金を自由に使うことが出来ず、稼いだお金は後見人である父と父が雇ったチームが全てを管理していた。後見人制度が始まった2008年の12月には裁判所がジェイミーの報酬を月1万ドル（日本円で約90万円）から月16,125ドル（日本円で約145万円）にアップすることを言い渡し、昇給前の仕事に関しても約338万円が支払われるようになっていた。これに加え、裁判官はジェイミーの仕事場の賃料として約10万円を毎月受け取る許可を出し、ブリトニーの兄でブリトニーの信託を管理しているブライアンにはジェイミーが後見人になる以前の報酬として約1,800万円が支払われ、弁護士たちには合計で約6,930万円が支払われることが決定した。この他にも1億3,500万円を保証金として設定するよう言い渡すなどしていた。
更にブリトニーは後見制度の解除を求める裁判において、自分の爪の色や自宅のキッチンキャビネットの色を変えるといったどんな些細なことでも全てにおいて父の承諾が必要だった事、自分の意思に反して過酷な労働やライヴ活動を強いられたこと、新たに子供が欲しいと願っても許されず、子宮避妊具を強制的に装着させられていたことなどを明かした。更に実態を知っていながら他の家族は見て見ぬふりをしてきたとも明かした。
12年に渡り適用されてきた後見人制度の実態が徐々に明らかになるとブリトニーのファンや世間、更に同業者達からもブリトニーへの支援の声が多く上がり、『＃FreeBritney』というハッシュタグを使って、ブリトニーを応援する動きが広まった。
その後、後見人制度の解除が正式に認められた。
2022年にはエルトン・ジョンとのコラボレーション・シングル「ホールド・ミー・クローサー」に参加し、全米6位、全英3位をはじめとして世界中で大ヒットを記録、2023年には自叙伝を著するなどしたが、本格的な活動再開には至っていない。

## 私生活

### ジャスティン・ティンバーレイクとの交際

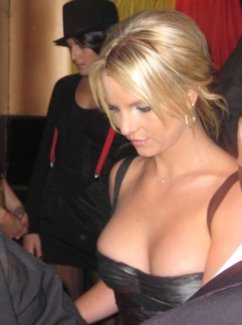
2000年代初頭のブリトニー・スピアーズ

2000年にイン・シンクのジャスティン・ティンバーレイクと交際するが、2002年に破局。
2023年にスピアーズが出版した回顧録で二人が19歳の頃にティンバーレイクの子供を妊娠していた事が明らかにされた。スピアーズは子供を産みたいと強く思っていたが、ティンバーレイクは妊娠を喜ばず、父親になるのを嫌がったためスピアーズは中絶せざるを得なかった。更にスピアーズは交際中に振付師のウェイド・ロブソンと性行為を伴わない一夜限りの関係を持った事があるが、ティンバーレイクも複数の有名人と浮気していたと綴っている。別れ話はティンバーレイクから切り出し、テキストメッセージ一通で別れを告げられた。この告白に対してジャスティンの盟友ティンバランドが「あの女（ブリトニー）に口輪をはめろ」と発言し炎上した。

### 結婚、出産、離婚、子供達
2004年1月、Hollywood News Wireによると1月4日にネバダ州ラスベガスで幼なじみのジェーソン・アレキサンダーと酔った勢いで結婚するも、すぐに思い直して55時間後には婚姻無効を申請し、離婚するという騒動を起こした。この離婚の際にブリトニーは慰謝料を支払うことになり、約5600万円を支払ったという。
2004年9月には妊娠中の恋人を捨てたダンサー、ケヴィン・フェダーラインと結婚することを発表。9月18日には結婚式を挙げ、10月7日に婚姻届を提出した。
2004年11月にはベストアルバム『グレイテスト・ヒッツ:マイ・プリロガティヴ』を発売（アルバムのタイトルにもなっているヒット曲「マイ・プリロガティヴ」はボビー・ブラウンのカバー曲）し、休業宣言した。
2005年8月に妊娠を公式発表。その後、雑誌でマタニティーヌードを披露した。
2005年9月、Hollywood News Wireによれば、ブリトニーがロサンゼルスのホテル滞在した時に使用したとみられる陽性反応の出た妊娠検査器がチャリティ・オークションにかけられた。この妊娠検査器は滞在先のホテルの従業員がトイレのゴミ箱から発見したもので、オンライン上でカジノを行う会社ゴールデンパレスによって約50万円の値で落札されたという。この落札金は小児ガン患者や肢体不自由児を支援する団体に寄付されたという。
2005年9月14日に帝王切開で長男のショーン・プレストン（Sean Preston）を出産。母親になってもニューアルバムの製作は続いていた。「サムデイ」（"Someday (I Will Understand)"）のミュージックビデオでは大きくなった腹をさするシーンもある。出産数か月後に第二子を妊娠。
2006年9月12日に次男のジェイデン・ジェームス（Jayden James）を出産。
2006年11月7日、ケヴィン・フェダーラインとの約2年間の結婚生活に終止符を打とうとロサンゼルス郡高等裁判所に離婚を申し立てた。理由は夫との「妥協しがたい不一致」。その後離婚協議の結果、翌年2007年3月に親権は共同保有、ブリトニー側からケヴィンに慰謝料を支払うことで合意し、7月に離婚が成立した。
2006年11月、ケヴィン・フェダーラインと離婚申請をしたばかりのブリトニーがラスベガスのカジノで大儲けしたという。ブリトニーは賭け金の高いプレイヤー専用のコーナーでブラックジャックをプレーして10万ドル（日本円で約1200万円）も儲けた。さらにこのカジノに来る前に参加したパーティーでラテン系俳優のマリオ・ロペスと一緒に参加しているところをパパラッチされ、新恋人ではないかと騒がれている。
2007年8月9日、元夫であるケヴィン・フェダーライン（英語: Kevin Federline）がブリトニーの度重なる奇行やナイトクラブなどの夜遊びから共同で持っていた子供の養育権をブリトニーから奪う書類を裁判所に提出した。
2007年9月、ブリトニーはあて逃げと無免許運転の容疑で告訴された。ブリトニーは2007年8月6日に店の駐車場で右折する際に見知らぬ車のバンパーにあて、そのまま逃走した上にカリフォルニア州の免許を所持していなかった。この事件はあてられた車の持ち主が警察に届けたことがきっかけとなり発覚した。

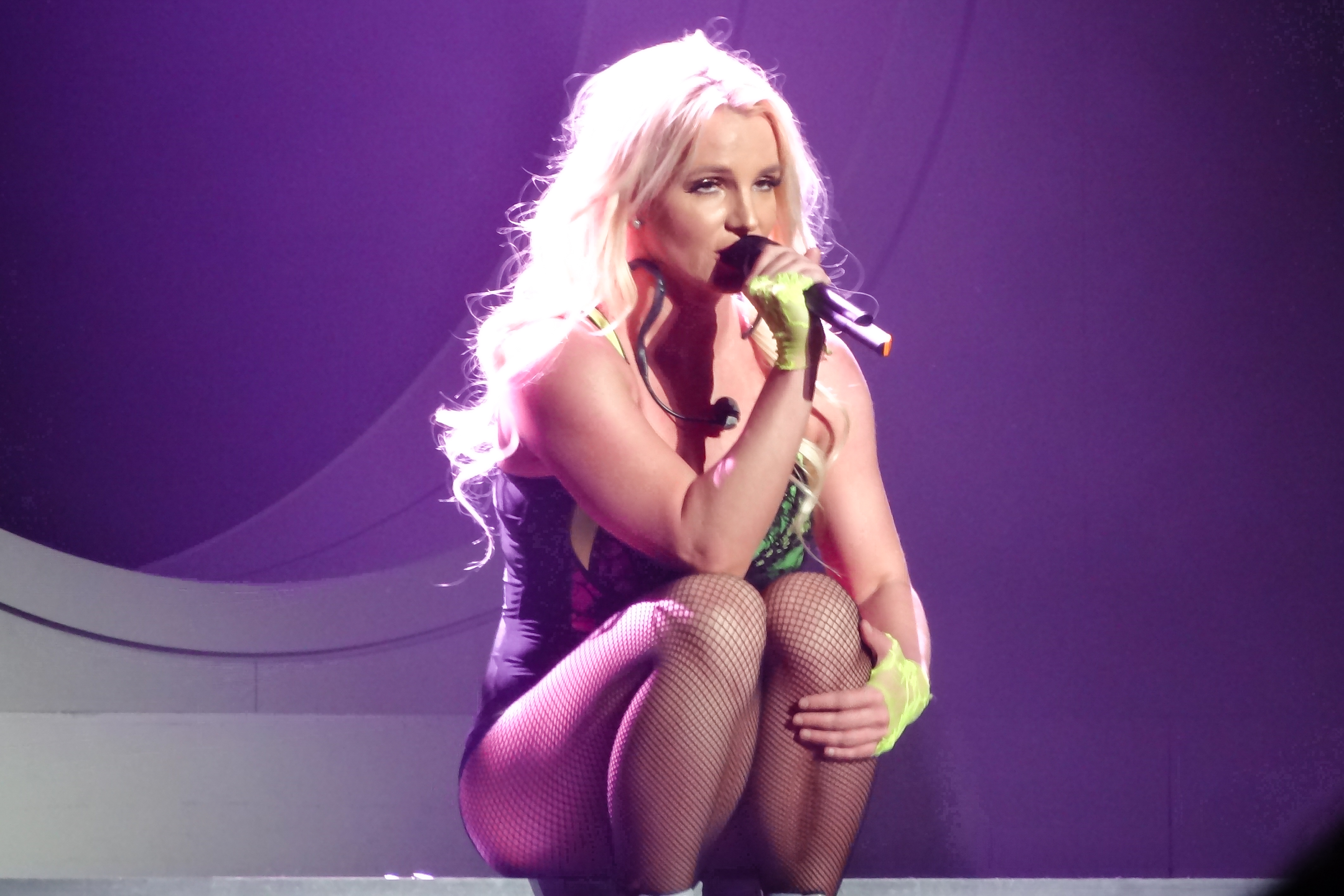
ブリトニー・スピアーズ

2007年10月1日、元夫のケヴィンと親権を争っていたブリトニーだが、一時的に親権が奪われることが決定した。ブリトニーが親権を失うに至った理由としてドラッグやアルコールを常用している疑いがあり、検査を受けるようにいわれたがそれを拒否し、さらにカリフォルニア州でのあて逃げと無免許運転も響いたという。裁判でブリトニーは今後、カウセリングに出席し、週に2度のランダムな薬物検査を受けることを命じられた。さらにブリトニーはケビンに配偶者のサポートとして月に2万ドル（日本円で約320万円）を払い続けなくてはならないといわれている。
2008年1月3日、ブリトニーはこの日の午後、ビバリーヒルズの自宅で2人の息子と過ごしていたが、元夫ケヴィン側に息子たちを引き渡すことを拒否。警察が出動する事態になり、ブリトニーは何らかの物質による合併症状を発症しているとされ、精神状態の医学検査を行なうため救急車で病院に搬送された。5日には病院を退院した。この騒動により子供達との面会権を失ってしまう。
2月22日、1月3日以来会っていなかった息子達の面会権を得ることが出来た。2月中旬から6 - 15歳で15名位のダンスレッスンの講師をブリトニーが行い、子供やその親から絶賛されている。クラスの子供は全員ブリトニーが大好きで、子供の親も「子供と一緒にいるブリトニーは素晴らしいの一言です。子供はいつもブリトニーと一緒に踊って、ブリトニーがきっかけを与えてくれたんです」と絶賛。そしてブリトニー自身もかなり癒され、楽しんでいるという。また子供たちと一緒に撮った写真をフォト・エージェンシーを通して世の中に売り出し、売り上げは子供達のガン治療を行うテネシー州メンフィスのSt.Jude Children's Research Hospitalに贈られチャリティーにも貢献している。
6月25日には子供達と一晩過ごせる権利を裁判所から下され、2006年の離婚以来続いていた親権争いは7月18日に和解が成立した。和解では、フェダーラインが息子2人の親権を維持することとなった。
その後、ブリトニーは2人の子供が成人するまで養育費を払い続け、最初は月2万ドルだったが、2018年からはケヴィンからの要求により月4万ドルに増額されていた、長男が成人すると月2万ドルに戻ったものの支払いは次男が成人する2024年まで続き、長男への養育費の支払い義務が終わった2023年には父親である自分の方と過ごす時間が多い事などを理由に次男への養育費として更なる増額を要求したと報じられた。ブリトニーは非常識な額の養育費の支払いに疲れているといわれ、息子達の為なら喜んで力になるとしたが、その際はケヴィンじゃなく息子達に直接援助するだろうと伝えられた。
思春期を過ぎた辺りから子供達はブリトニーと会うことを避けるようになっていたが、養育費の支払いが終わった2024年ごろから再び会うようになった、これについてブリトニーは「涙が出るほど嬉しい」と自身のインスタグラムでその再会の様子とともに明かしている。

### その後の交際歴
2007年1月、前夫のケヴィンと顔やスタイルがそっくりのモデル兼俳優であるアイザック・コーエンと親密交際が報道された。ブリトニー自身もアイザックを「特別な人」と表現しており、1泊480万円もするラスベガスのホテルで宿泊する姿をパパラッチに撮られている。
2007年2月、新恋人のアイザック・コーエンと交際わずか3か月で破局したことがわかった。アイザックはあまりに目まぐるしい環境の変化に耐えられなくなってしまったらしく、アイザックの知人は報道機関に「アイザックは本当にブリトニーが好きだったし、彼女のために何でもしてあげたかったらしいけど、もう耐えられなかったみたいなんだ」と語っている。
なお、2007年にはマジシャンであるクリス・エンジェルとの交際が、パパラッチにより明らかになっている。
2009年3月、兄の親友でブリトニーの代理人も務めているジェイソン・トラウィックと交際していることが発覚。
2011年12月15日、恋人のジェイソン・トラウィックとの婚約を発表。ラスベガスのヒルトンホテルにて婚約パーティーを開催した。

### 3度目の結婚と破局
2021年9月13日、「スランバー・パーティ」のミュージック・ビデオでの共演をきっかけに交際していた恋人のサム・アスガリとの婚約を発表。2022年4月に第3子を妊娠したが翌月、流産を公表した。同年6月9日、アスガリと結婚した。しかしその後、離婚を申請した。

## 資産・金銭

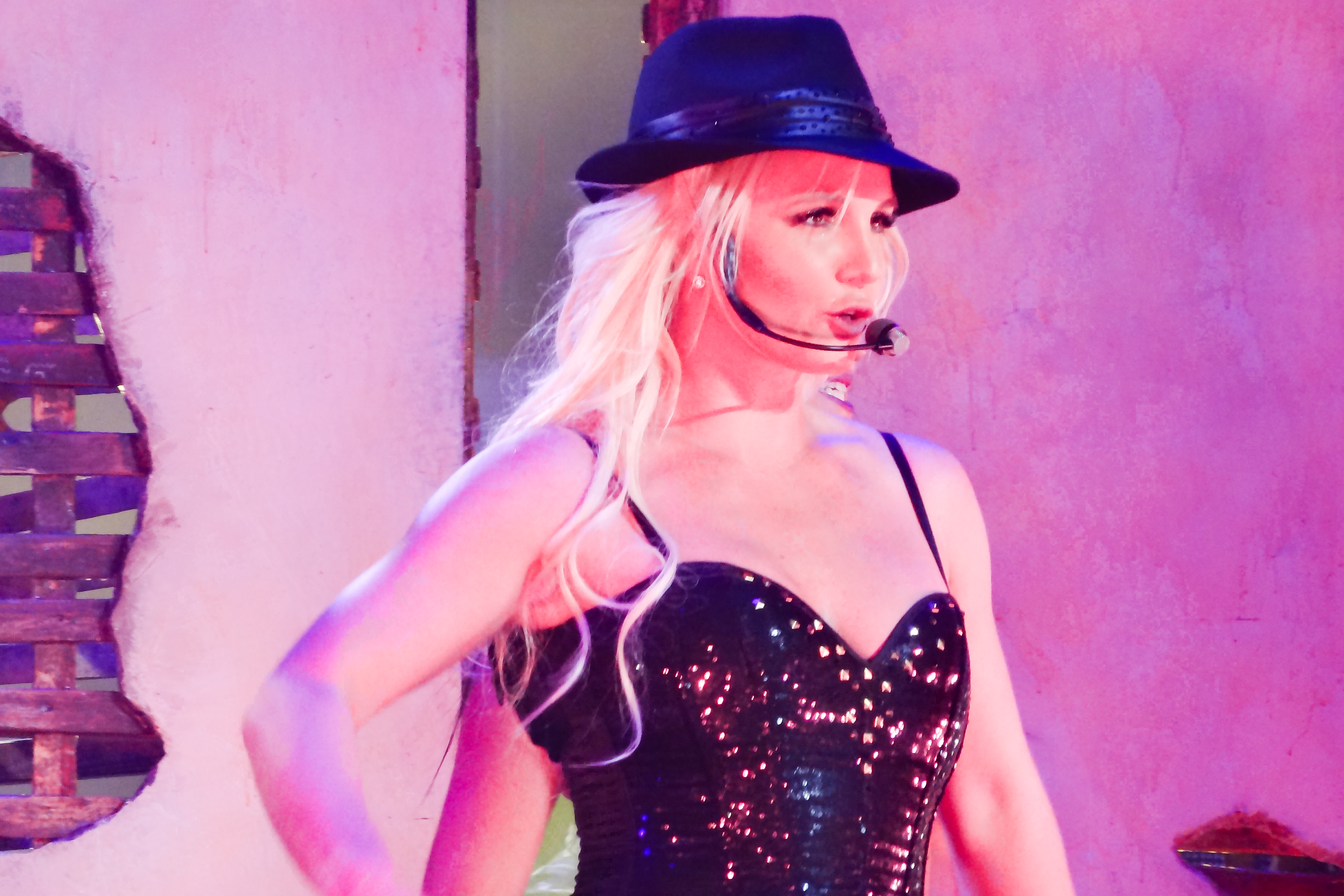
（2014年撮影）

2004年10月、Hollywood News Wireによればブリトニーはマリブに約7億円でケヴィン・フェダーラインとの新たな新居を購入したという。この新居は約6070平方メートルの敷地内に建てられており、2740平方メートルの広さがあるという。さらに寝室と浴室がそれぞれ8つあり、ジムやスパなどの設備も完備しており、庭にはテニスコートやプール、屋外キッチンもあるという。
2007年1月、経済誌『フォーブス』が『エンターテイメント界で活躍する女性で資産の多い女性』のトップ20を発表し、ブリトニーは総資産121億円で12位にランクインした。
2008年9月、ブリトニーがチャリティのために自身のポートレートをオークションに出品したという。このポートレートはダニエル・マルツマンによって描かれた油絵で、胸のあたりで腕組みをし、両目を閉じたビキニ姿のブリトニーが描かれていて、ブリトニーの直筆のサインも入っているという。ポートレートはeBayというオークションサイトで1万ドル（日本円で約108万円）からオークションが開始され、9月10日に終了したという。
更に同月、ブリトニーがロサンゼルスにある家を家具を全て備えつけて790万ドル（日本円で約8億7000万円）で売却することにしたという。この家は6つの寝室と6つの浴室があるルネッサンス調の家で敷地がおよそ700平米あり、図書館やウェット・バーまであるという。
2009年1月、Daily Mirrorによるとブリトニーが契約金12億4000万円で自叙伝を出版する計画が進められているという。この自叙伝は数年にわたり数冊を出版する予定で、内容は「お騒がせセレブとして名を馳せた成功の頃、結婚・出産を通して徐々に目立ってきた奇行と更生施設での生活、そして2008年の復活まで」だという。ブリトニーはこれまでの事を日記を書きためているらしく、その内容を載せていくのではないかといわれている。
2009年4月、『パレード』誌が「セレブの年収」を発表し、2008年度の年収が225万ドル（日本円で約2億2,500万円）であることがわかった。
2009年9月、BANG Media Internationalによると、ラスベガスのミラージュ・ホテル内にあるお菓子屋シュガー・ファクトリーに立ち寄り、シュガー・ファクトリーのミルク・チョコレートを1箱、1本25ドルするロリポップを25本など総額3000ドル（日本円で約27万円）の買い物をしたという。関係者は「3,000ドルくらい買って、10袋を抱えて店を後にしました。子どもたちのためのお菓子やTシャツとバックダンサーのために高級ロリポップをたくさん買いました」とコメントしている。さらに店側は2,500ドル（日本円で約22万5,000円）分のお菓子をブリトニーのホテルに届けたという。
2010年11月、米経済誌『フォーブス』が2009年6月1日から2010年6月1日までの1年間で「30歳未満の最も稼いだセレブ」を発表し、ブリトニーは6400万ドル（日本円で約57億6000万円）を稼ぎ、2位にランクインした。ブリトニーは100公演を開催したワールド・ツアー『The Circus Starring Britney Spears』の収益に加え、タブロイド紙や米大手のデパートチェーン『コールズ』とタッグを組んで生まれたブランド『キャンディーズ』のオリジナルの香水の売り上げなどの収入があったという。
2010年12月、経済誌『フォーブス』が「エンターテインメント業界で最も稼いだ人物」を発表し、6,400万ドルを稼いで13位にランクインした。同誌の2012年版では5800万ドルを稼いで7位にランクインした。これは女性アーティストでは1位、ソロアーティストでは4位。

## 裁判
2007年11月、2005年に発売された「Do Somethin'」のミュージックビデオの中でブリトニーが乗っているピンク色のハマーにルイ・ヴィトン定番のモノグラムの桜柄と思われるような柄がダッシュボードにデザインされていることについて、仏ブランドのルイ・ヴィトンがブランドイメージを下げるとして訴えを起こした。この訴えに対して民事裁判所はルイ・ヴィトンの申し入れを受け入れた上で、ビデオを製作したプロデューサーに11万7600ドル（日本円で約1300万円）の賠償金の支払いを命じ、さらにビデオがネット上から削除されるまでの間、1日につき1470ドル（日本円で約16万円）を支払うように命じた。
2007年11月、ブリトニーと元夫のケビンが子供の親権について争っていた裁判において、ブリトニーの金銭面での文書の内容が明らかになった。ブリトニーによって提出された文章によると、月収は約8500万円でその内、趣味とギフトや休暇に約1180万円、洋服に約180万円、食費に約55万円、携帯電話代に約29万円を使っていた。一方、元夫ケビンの2006年の収入は約50万円で、ブリトニーから子供の養育費として月々170万円を貰っていたという。
2010年10月、TMZ.comによると、ブリトニーの子どもの面倒を見ていた元ナニー（子守）のフェリアル・ザルタッシュが賃金未払いでブリトニーを訴えた。フェリアル・ザルタッシュはパーソナル・アシスタント兼ナニーとして雇われたものの、1か月後に辞職した。その1か月の仕事でもらうべきだった賃金の3万5,202ドル（日本円で約299万円）が未払いだった。フェリアル・ザルタッシュは1か月分の支払いの他に賃金未払いの罰金と残業代として1万9940ドル（日本円で約170万円）を要求している。

## 受賞/ノミネート

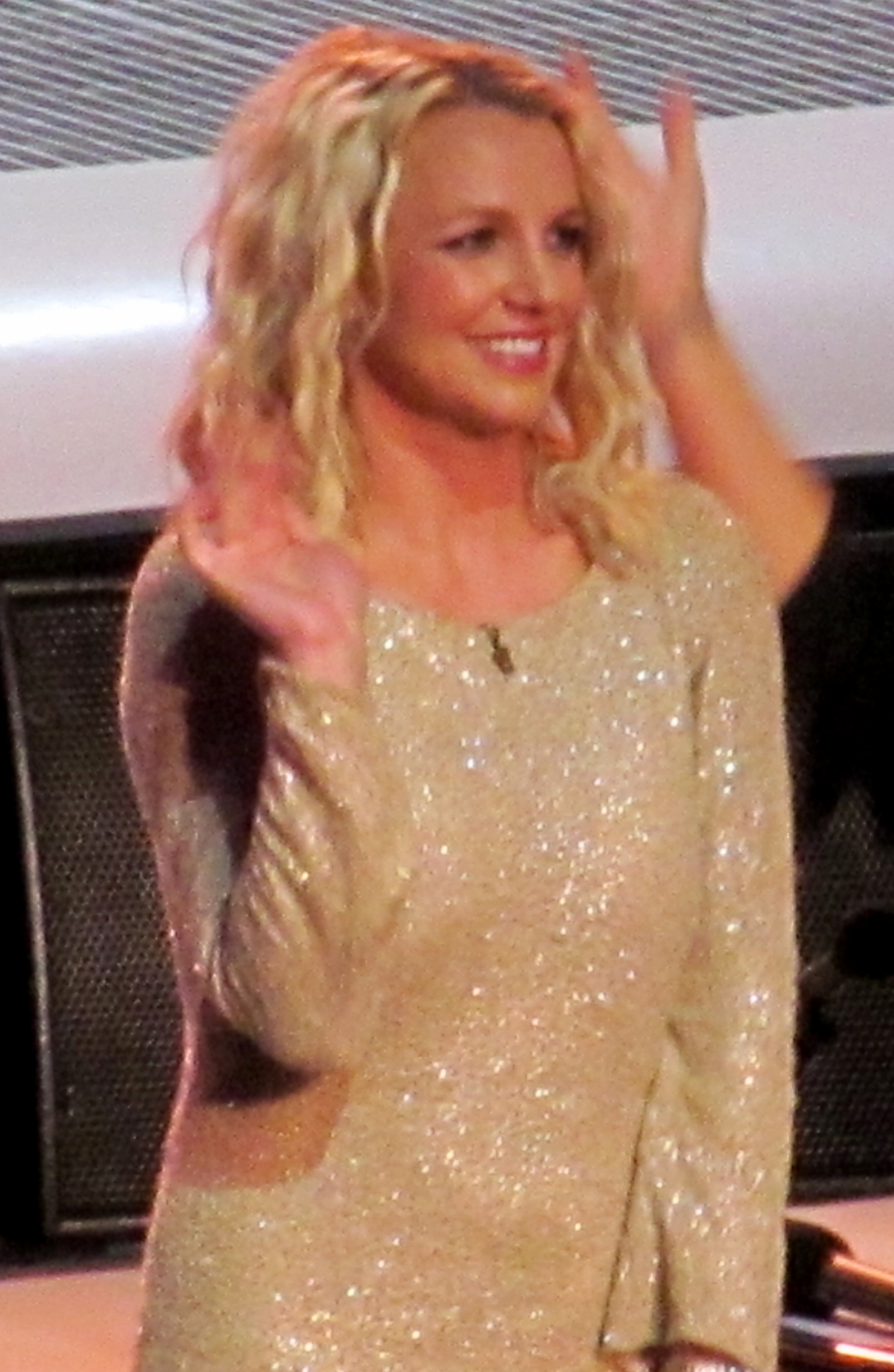
ブリトニー・スピアーズ

### グラミー賞
- 2000年 "Best New Artist" ノミネート
- 2001年 "Favorite Female Artist Pop or Rock Music" ノミネート
- 2001年 "Favorite Album Pop or Rock Music" ノミネート
- 2005年 "Best Dance Recording" 受賞
- 2009年 "Best Dance Recording" ノミネート

### アメリカン・ミュージック・アウォーズ
- 2000年 "Best Pop Vocal Album" ノミネート、
- 2000年 "Best Female Pop Vocal Performance" ノミネート
- 2001年 "Best Pop Vocal Album" ノミネート、
- 2001年 "Best Female Pop Vocal Performance" ノミネート

### TEEN CHOICE AWARDS
- 2000年 "Favorite Female Artist" 受賞
- 2000年 "Female Hottie of the year" 受賞

### ゴールデンラズベリー賞
- 最低主演女優賞：『ノット・ア・ガール』
- 最低主題歌賞：『I'm Not A Girl, Not Yet A Woman』（『ノット・ア・ガール』）
- 最低助演女優賞：『華氏911』

## ディスコグラフィ

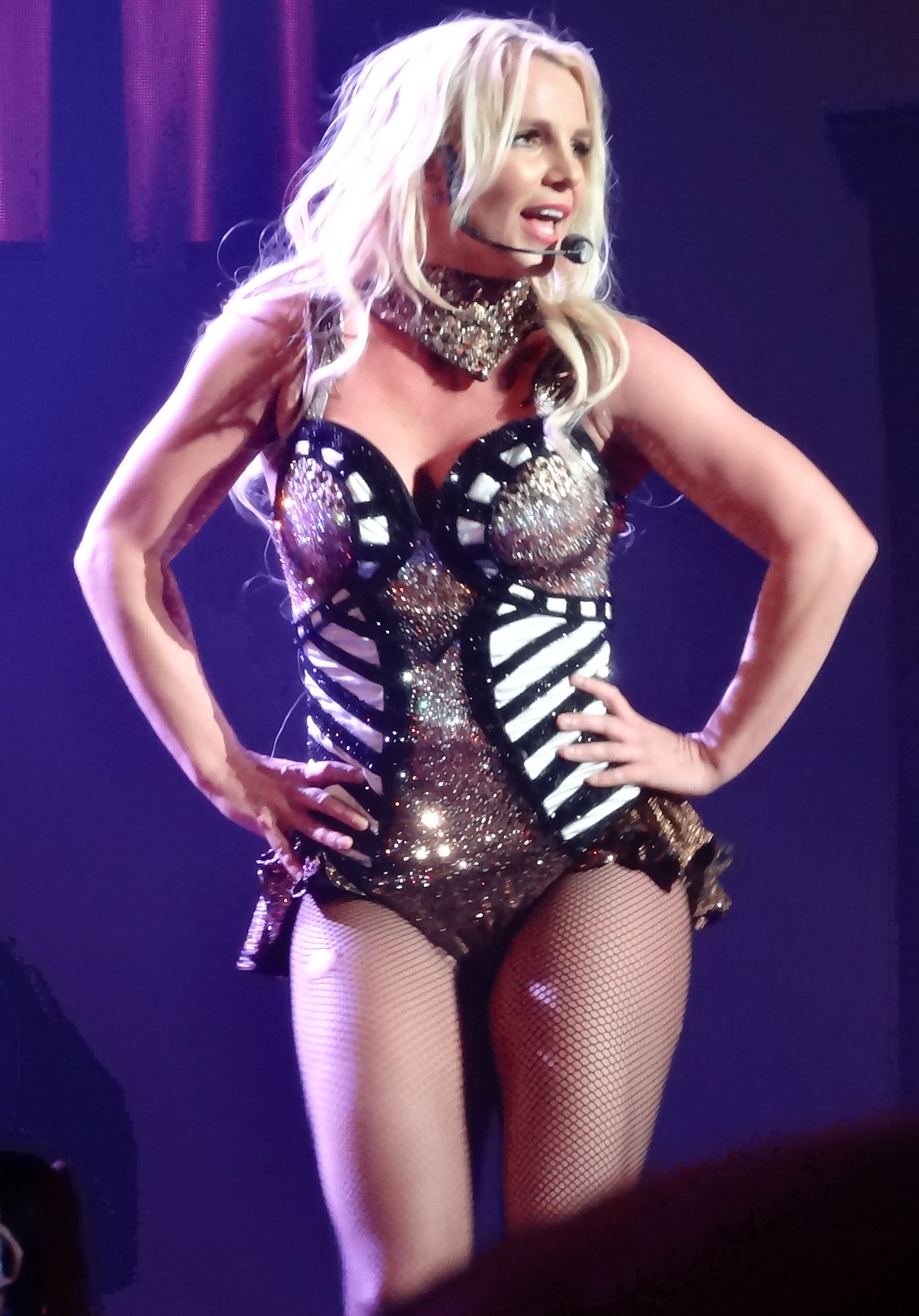
（2014年撮影）

### アルバム

#### スタジオ・アルバム
- 『ベイビー・ワン・モア・タイム』 - ...Baby One More Time（1999年）
- 『ウップス!...アイ・ディド・イット・アゲイン』 - Oops!...I Did It Again（2000年）
- 『ブリトニー』 - Britney（2001年）
- 『イン・ザ・ゾーン』 - In The Zone（2003年）
- 『ブラックアウト』 - Blackout（2007年）
- 『サーカス』 - Circus（2008年）
- 『ファム・ファタール』 - Femme Fatale（2011年）
- 『ブリトニー・ジーン』 - Britney Jean（2013年）
- 『グローリー』 - Glory (2016年)

#### ベスト・アルバム
- 『グレイテスト・ヒッツ: マイ・プリロガティヴ』 - Greatest Hits: My Prerogative（2004年）
- 『コンプリート・ヒット・シングルズ』 - The Singles Collection（2009年）

#### リミックス・アルバム
- 『B・イン・ザ・ミックス』 - B in the Mix: The Remixes（2005年）
- 『B・イン・ザ・ミックス2』 - B in the Mix: The Remixes　vol.2（2011年）

### シングル
- ベイビー・ワン・モア・タイム - "...Baby One More Time"（1998年）
- サムタイムス - "Sometimes"（1999年）
- (ユー・ドライヴ・ミー) クレイジー - "（You Drive Me）Crazy"（1999年）
- ボーン・トゥ・メイク・ユー・ハッピー - "Born To Make You Happy"（1999年）
- フロム・ザ・ボトム・オブ・マイ・ブロークン・ハート - "From The Bottom Of My Broken Heart"（1999年）
- ウップス…! アイ・ディド・イット・アゲイン - "Oops!...I Did It Again"（2000年）
- ラッキー - "Lucky"（2000年）
- ストロンガー - "Stronger"（2000年）
- ドント・レット・ミー・ザ・ラスト・トゥ・ノウ（邦題：最後に知らせないで）- "Don't Let Me Be The Last To Know"（2001年）
- アイム・ア・スレイヴ・フォー・ユー - "I'm A Slave 4 U"（2001年）
- オーヴァープロテクテッド - "Overprotected"（2001年）
- ノット・ア・ガール - "I'm Not A Girl, Not Yet A Woman"（2002年）
- アイ・ラヴ・ロックンロール - "I Love Rock 'N' Roll"（2002年）
- ボーイズ - "Boys"（2002年）
- アンティシペティング - "Anticipating"（2002年）
- ミー・アゲインスト・ザ・ミュージック feat. マドンナ - "Me Against The Music feat.Madonna"（2003年）
- トキシック - "Toxic"（2004年）
- エヴリタイム - "Everytime"（2004年）
- アウトレイジャス - "Outrageous"（2004年）
- マイ・プリロガティブ - "My Prerogative"（2004年）
- ドゥ・サムシン - "Do Somethin'"（2005年）
- サムデイ（アイ・ウィル・アンダースタンド） - "Someday (I Will Understand）"（2005年）
- アンド・ゼン・ウィー・キス - "And Then We Kiss"（2005年）
- ギミ・モア - "Gimme More"（2007年）
- ピース・オブ・ミー - "Piece Of Me"（2008年）
- ブレイク・ジ・アイス - "Break The Ice"（2008年）
- ウーマナイザー - "Womanizer"（2008年）
- サーカス - "Circus"（2008年）
- イフ・ユー・シーク・エイミー - "If U Seek Amy"（2009年）
- レーダー - "Radar"（2009年）
- スリー - "3"（2009年）
- ホールド・イット・アゲインスト・ミー - "Hold It Against Me"（2011年）
- ティル・ザ・ワールド・エンズ - "Till the World Ends"（2011年）
- アイ・ワナ・ゴー - "I Wanna Go"（2011年）
- クリミナル - "Criminal"（2011年）
- ウー・ラ・ラ - "Ooh La La"（2013年）
- ワーク・ビッチ - "Work B**ch"（2013年）
- パフューム - "Perfume"（2013年）
- プリティー・ガールズ feat.イギー・アゼリア - "Pretty Girls"（2015年）
- メイク・ミー… feat. G-Eazy - "Make Me..."（2016年）
- スランバー・パーティー feat. ティナーシェ - "Slumber Party"（2016年）
- スイミング・イン・ザ・スターズ - "Swimming In The Stars"（2020年）
- マッチズ feat. バックストリート・ボーイズ - "Matches"（2020年）
- ホールド・ミー・クローサー feat. エルトン・ジョン - "Hold Me Closer"（2022年）

### DVD/ビデオ
- 『タイム・アウト・ウィズ・ブリトニー・スピアーズ』 - Time Out with Britney Spears（1999年）
- 『ライヴ・アンド・モア!』 - Live And More（2001年）
- 『ブリトニー: ザ・ビデオ』 - Britney: The Video（2001年）
- 『ライヴ・フロム・ラス・ヴェガス』 - Live From Las Vegas（2002年）
- 『イン・ザ・ゾーン』 - In The Zone（2004年）
- 『グレイテスト・ヒッツ: マイ・プリロガティヴ DVD』 - Greatest Hits: My Prerogative DVD（2004年）
- 『ブリトニー・スピアーズ・ライブ:ザ・ファム・ファタール・ツアー』 - Britney Spears Live: The Femme Fatale Tour（2011年）

## 関連作品・商品

### 映画
- アイム・ノット・ア・ガール、ノット・イエット・ア・ウーマン Crossroads（2002年）（主演）
  - 主題歌「I'm Not A Girl, Not Yet A Woman」
- オースティン・パワーズ ゴールドメンバー Austin Powers in Goldmember（2002年）（カメオ出演）
  - 挿入曲「Boys <Co-Ed Remix>」

### テレビ
- ザ・シンプソンズ The Simpsons（2000年）（声の出演）
- ふたりは友達? ウィル&グレイス Will & Grace（2006年）（カメオ出演）
- ママと恋に落ちるまで How I Met Your Mother（2008年）（アビー役）
- サウスパーク Britney's New Look（2008年）
- Xファクター USA The X Factor USA（2012年）（審査員）

### 著書
- "Britney Spears' Heart To Heart"（母親リンと共著）
- "A Mother's Gift"（母親リンと共著）
- "The Woman in Me"

### ゲーム
- "Britney's Dance Beat"（PlayStation 2）

### 香水
2004年に、エリザベス・アーデン社の"BRITNEY SPEARS"ブランドとして、ファーストフレグランスの"Curious（キュリアス）"を発表。
- "Curious"（2004年）

ボトル・デザインは、ブリトニーがロンドンのアンティーク・ショップで見つけたボトルをモチーフにしている。
- "Fantasy"（2005年）
- "Curious In Control (Limited Edition)"（2006年）
- "Midnight Fantasy (Limited Edition)"（2007年）
- "Believe"（2007年）
- "Curious Heart"（2008年）

限定デザインのボトル。香りはCuriousと同一。
- "Hidden Fantasy"（2009年）
- "Circus Fantasy"（2009年）
- "Radiance"（2010年）
- "Cosmic Radiance"（2011年）
- "Fantasy Twist"（2012年）

既発の "Fantasy" と "Midnight Fantasy (Limited Edition)" の2種を組み合わせた形のボトルで発売したもの。
- "Island Fantasy"（2013年）
- "Fantasy Anniversary Edition"（2013年）
- "Fantasy Stage Edition"（2014年）
- "Fantasy The Nice Remix" / "Fantasy The Naughty Remix"（2014年、同時発売）
- "Rocker Femme Fantasy"（2014年）

## 来日公演
- Britney Spears The Tour
  - 2002年4月25日、東京ドーム
- Britney Spears Live in Concert[45]
  - 2017年6月3日・6月4日、国立代々木競技場 第一体育館、6月6日、大阪城ホール

## 伝記映画
- ブリトニー対スピアーズ -後見人裁判の行方-（2021年9月28日、Netflix）
- 2024年8月2日、伝記映画が製作されることが発表された[46]。ジョン・M・チュウが監督を務める。